# Битва дерев

Сторінка з поемою «Битва дерев» з «Книги Талієсіна» (XIV століття)

Битва дерев (валл. Cad Goddeu або Kat Godeu) — валлійська поема, список якої зберігся в «Книзі Талієсіна» (валл. Llyfr Taliesin), створеної в XIV столітті. Поема на 248 короткі рядки, що написана доволі темними і не завжди зрозумілими віршами, оповідає міфічну історію про битву між двома кельтськими чаклунами Гвідіоном та Аравном.

## Зміст
Брат Гвідіона Аметон викрав у Аравна собаку, козулю та чибіса. Це стало приводом до зіткнення Гвідліона та Аравна. У битві обидві сторони вдаються до магічних засобів боротьби та водночас кожен з учасників битви має дотримуватися певних заборон-гейсів. Аравн собі на допомогу оживляє ліс, та сили Гвідіона можна здолати, якщо буде вгадане ім'я його супутниці пані Ахрен (її ім'я означає «дерева»). Водночас Аравна можна здолати лише тоді, коли буде вгадане ім'я його воїна Брана. Гвідіону вдається вгадати ім'я Брана й він здобуває перемогу.

## Рецепція
Мотив битви дерев відомий з британського фольклору. Цей мотив з'являється в драмі Вільяма Шекспіра «Макбет», що, можливо, надихнуло Джона Толкіна на відповідні сцени у романі «Володар перснів». Клайв Стейплз Льюїс також використав цей мотив у «Хроніках Нарнії».
Приблизний переклад окремих рядків «Битви дерев» санскритом використано в одній з композицій Джона Вільямса для фільму «Зоряні війни. Епізод I. Прихована загроза».
Торі Еймос, під впливом валлійської поеми, створила свою композицію «Battle of Trees», що увійшла до альбому «Ніч мисливців» (англ. Night of Hunters, 2011). Композиція Торі Еймос є варіацією твору «Gnossienne No 1» Еріка Саті.